# 함월고등학교
함월고등학교(含月高等學校)는 대한민국 울산광역시 중구 유곡동에 있는 공립 고등학교이다.

## 학교 연혁
- 2004년 3월 1일 : 개교
- 2004년 3월 4일 : 제1회 입학식 (10학급 360명)
- 2007년 2월 14일 : 제1회 졸업식 (10학급 346명)
- 2022년 3월 1일 : 고교학점제 선도학교 운영
- 2022년 9월 1일 : 제7대 김영해 교장 취임
- 2023년 3월 1일 : 고교학점제 준비학교 운영
- 2023년 3월 1일 : 지능형 과학실 모델학교 운영
- 2024년 3월 1일 : 학점제형 교과교실제 운영
- 2025년 2월 6일 : 제19회 졸업식(8학급 200명, 누계 5,353명)
- 2025년 3월 4일 : 제22회 입학식(7학급 184명)

## 참고 자료
- 함월고등학교 - 한국교육학술정보원 학교알리미